# گانگستر، پلیس و شیطان
گانگستر، پلیس و شیطان (به کره‌ای: 악인전) یک فیلم اکشن و دلهره‌آور محصول سال ۲۰۱۹ سینمای کره جنوبی به کارگردانی لی وون تائه با بازی ما دونگ-سئوک، کیم مو-یول و کیم سونگ-کیون است.

## داستان
فیلمنامه بر اساس یک داستان واقعی است. داستان حول سه شخصیت می‌چرخد؛ یک قاتل زنجیره‌ای، گانگستری که تقریباً قربانی قاتل شده بود و پلیسی که می‌خواهد قاتل را دستگیر کند. پلیس و گانگستر تصمیم می‌گیرند برای دستگیری قاتل به یکدیگر بپیوندند، اما با چالش هایی از جانب دشمنان مربوطه خود در محل کار مواجه می‌شوند.

## تولید
فیلمبرداری اصلی در ۳۱ ژوئیه ۲۰۱۸ آغاز شد و در ۱۸ نوامبر ۲۰۱۸ به پایان رسید.

## انتشار
این فیلم در ۱۵ مه ۲۰۱۹ در کره جنوبی اکران شد. همچنین خارج از رقابت در بخش نمایش نیمه شب در جشنواره فیلم کن ۲۰۱۹ نمایش داده شد.

## بازخورد
این فیلم نقدهای مثبت منتقدان را دریافت کرد. در جمع‌آوری نقد راتن تومیتوز، این فیلم بر اساس ۳۴ نقد، امتیاز ۹۷ درصد را به خود اختصاص داده‌است. اجماع منتقدان بیان می‌کند: «یک زوج پلیسی هیجان‌انگیز عجیب و غریب با پیچ و تاب، گانگستر، پلیس، شیطان داستان سرگرم‌کننده‌اش را با ترکیبی از طنز و اکشن سخت روایت می‌کند». دارای میانگین وزنی امتیاز ۶۵ از ۱۰۰ بر اساس هفت منتقد، که نشان‌دهنده «بررسی‌های عموماً مطلوب» است.